# Máquina social
Una máquina social es un entorno que involucra a seres humanos y tecnología, interactuando y produciendo resultados o acciones que antes no hubieran sido posibles sin la presencia de ambas partes.
El crecimiento de las máquinas sociales ha sido posible en gran medida gracias a tecnologías como Internet, los teléfonos inteligentes, las redes sociales y la World Wide Web, que conectan a personas de todo el mundo de nuevas formas.

## Concepto
La idea de las máquinas sociales existe desde hace mucho tiempo, discutida ya en 1846 por el capitán William Allen, y también por autores como Norman Mailer, Gilles Deleuze y Félix Guattari .
Las máquinas sociales desdibujan las fronteras entre los procesos computacionales y los humanos. A menudo, estos toman la forma de proyectos colaborativos en línea que producen contenido web, como Wikipedia, proyectos de ciencia ciudadana como Galaxy Zoo, incluso los sitios de redes sociales como Twitter también se han definido como máquinas sociales. Sin embargo, una máquina social no necesariamente produce resultados que afecten directamente a las personas o máquinas involucradas. Un punto de vista alternativo sostiene que las máquinas sociales son "más que una pieza de software diseñada intencionalmente, el sustrato de las actividades humanas acumuladas para compartir información entre sistemas". información".
Una máquina social también puede abarcar más de una plataforma, dependiendo de cómo interactúen sus participantes, mientras que una plataforma como Twitter puede albergar muchos miles de máquinas sociales.
Esta idea se ha estado investigando a partir del libro de Tim Berners-Lee Weaving the web . Las máquinas sociales se caracterizan como 'sistemas sociales en la Web... entidades computacionales gobernadas por procesos computacionales y sociales'. Tim Berners-Lee y James Hendler han expresado algunos de los desafíos científicos subyacentes relacionados con la investigación de la IA utilizando la tecnología de la web semántica como punto de partida.
Nello Cristianini y Teresa Scantamburlo argumentaron que la combinación de una sociedad humana y la regulación algorítmica forma una máquina social.